# Delphin Strungk
Delphin Strungk (1600/1601 - Braunschweig, 12 oktober 1694) was een Duitse organist en barokcomponist. Hij bracht het grootste deel van zijn carrière door in Braunschweig.

## Levensloop
Strungk werkte van 1630 tot 1632 als organist van de Mariakerk in Wolfenbüttel en daarna tot 1637 aan het hof te Celle. In mei 1637 kreeg Strungk een aanstelling in Braunschweig als organist van de Martinuskerk, een functie die hij tot zijn dood in 1694 zou blijven uitoefenen.

### Huwelijk
Al snel na zijn aanstelling te Braunschweig trouwde Strungk met Katharine Marie Stubenrauch. Het stel kreeg in 1640 zoon Nicolaus Adam, die later een belangrijke rol zou gaan spelen in de ontwikkeling van de Duitse barokopera.
In 1643 kregen ze nog een dochter Anna Margarete en eind 1653 zoon Christian Friedrich.

### Contract
In 1650 verliep Strungks contract. Hij gaf aan dat hij alleen een nieuw contract zou ondertekenen als het ontoereikende salaris werd verhoogd. Voor de kerkraad was Strungk dermate belangrijk, dat ze akkoord ging: op 31 juli van dat jaar kreeg Strungk een nieuw contract met een extra persoonlijke toelage van vijftien thaler.

### Overige werkzaamheden
In mei 1667 was Esaias Schüler als organist aangenomen bij de Magnuskerk, maar hij overleed nog datzelfde jaar. Aan Strungk werd gevraagd om de functie voor een jaar op zich te nemen, samen met zijn twaalfjarige zoon Christian Friedrich, die inmiddels ook orgel kon spelen. Tevens nam hij in de hiernavolgende jaren de leiding op zich bij het plaatsen van een nieuw orgel in de Magnuskerk door orgelbouwer Friedrich Besser.
Naast de Martinuskerk en de Magnuskerk raakte Strungk ook betrokken bij andere kerken in Braunschweig. Samen met zijn zoon Christian Friedrich verzorgde hij in deze kerken het orgelspel tijdens de diensten.
Strungk was niet alleen organist maar leverde ook composities voor speciale gelegenheden, zoals de huldiging van hertog Rudolf August in juni 1671. Verder trad hij in Braunschweig op als vertegenwoordiger van de muziekuitgaves van componist Heinrich Schütz.

### Laatste levensjaren
In augustus 1685 overleed zijn echtgenote Katherine, al snel gevolgd door zoon Christian Friedrich. Deze tegenslagen maakten het voor de toch al bejaarde Delphin Strungk moeilijk om zijn werkzaamheden uit te blijven oefenen. Hij droeg het werk in de Magnuskerk in 1688 over aan een leerling en een jaar later aan Heinrich Lorenz Hurlebusch. Over de andere kerken in Braunschweig hoefde hij zich ook niet meer druk te maken, want daar waren al nieuwe organisten aangenomen na het overlijden van Christian Friedrich. Alleen het werk voor de Martinuskerk bleef voorbehouden aan Strungk.
Delphin Strungk overleed in oktober 1694. Hij werd op 12 oktober begraven op het kerkhof van de Martinuskerk.

## Werken
Van zijn composities zijn zeven orgelwerken en zes vocale stukken bewaard gebleven. Het uit 1671 daterende Musikalischer glückwünschender Zuruff is geschreven voor vijf zangstemmen, negen instrumenten en continuo.
Van de orgelwerken zijn er zes afkomstig uit een manuscript uit Lüneburg. Dit manuscript bevat drie intavolaties van motetten van de componist Orlandus Lassus, een toccata, een Magnificat en een bewerking van een koraal. Vooral de toccata is een virtuoze compositie met complexe improvisaties en echo's.